# Amel Ben Abda
Amel Ben Abda es una matemática tunecina, profesora de matemáticas en la Escuela Nacional de Ingeniería de Túnez. Fue la primera persona en Túnez en obtener un doctorado en matemática aplicada. El la representante de Túnez en el comité directivo del International Laboratory for Computer Sciences and Applied Mathematics y miembro de la junta asesora de la Tunisian Woman Mathematician Association.

## Infancia y formación
Ben Abda estudió matemática aplicada en la Escuela Nacional de Ingeniería de Túnez, en la que se graduó en 1988. Tras graduarse, trabajó en el Instituto Preparatorio en Estudios de Ingeniería de Nabeul. En 1993 obtuvo el primer doctorado en matemática aplicada en Túnez.

## Investigación y carrera
En el campo de la matemática aplicada, Ben Abda ha trabajado en el método de «hueco de reciprocidad», que puede utilizarse como indicador de defectos en materiales. También trabaja en el problema de la reconstrucción de las condiciones de contorno de datos incompletos.
En 1993, Ben Abda se unió al Instituto Preparatorio de Estudios Científicos y Técnicos, donde fue ascendida a profesora ayudante el mismo año. En 1999, se unió a la Escuela Nacional de Ingeniería de Túnez. Defendió la primera habilitación de Túnez en 1998. Es responsable del equipo de teoremas inversos en el Laboratorio de Modelización Matemática y Métodos Numéricos en Ingeniería.
Es la representante de Túnez en el comité directivo del International Laboratory for Computer Sciences and Applied Mathematics. También pertenece a la junta asesora de la Tunisian Woman Mathematician Association. En esta última es responsable de la entrega de un premio anual a la mejor tesis doctoral en matemáticas.
En 2018 formó parte de la clasificación Top 100 Women de OkayAfrica.